# Enioche (figlia di Creonte)
Enioche (in greco antico: Ἡνιόχη?, Hēnióchē) è un personaggio della mitologia greca. Fu una principessa di Tebe.

## Genealogia
Figlia di Creonte e di Euridice (a volte citata col suo stesso nome, Enioche od Enioca).

## Mitologia
Fu raffigurata insieme a sua sorella Pirra in una statua di pietra davanti al tempio di Apollo Ismenio a Tebe, menzionata da Pausania.
È possibile che nella figura di Enioche ci sia il riflesso di un'antica divinità locale venerata in Beozia e che si è fusa con Era; ne sarebbe testimonianza l'epiclesi Enioche attribuita ad Era nella città beotica di Lebadea.